# Гайльбах
Гайльбах (нім. Heilbach) — громада в Німеччині, розташована в землі Рейнланд-Пфальц. Входить до складу району Бітбург-Прюм. Складова частина об'єднання громад Зюдайфель.
Площа — 6,48 км2. Населення становить 118 осіб. (станом на 31 грудня 2020).